# G1TOWER

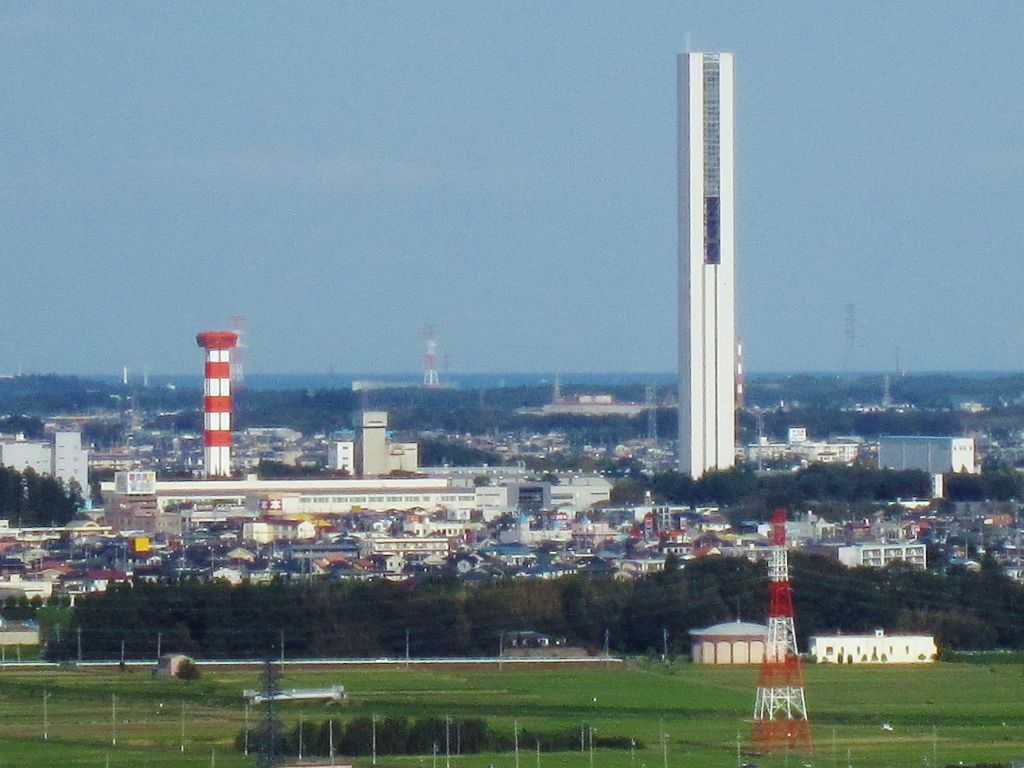
水戸芸術館（茨城県水戸市）シンボルタワー展望台より望む

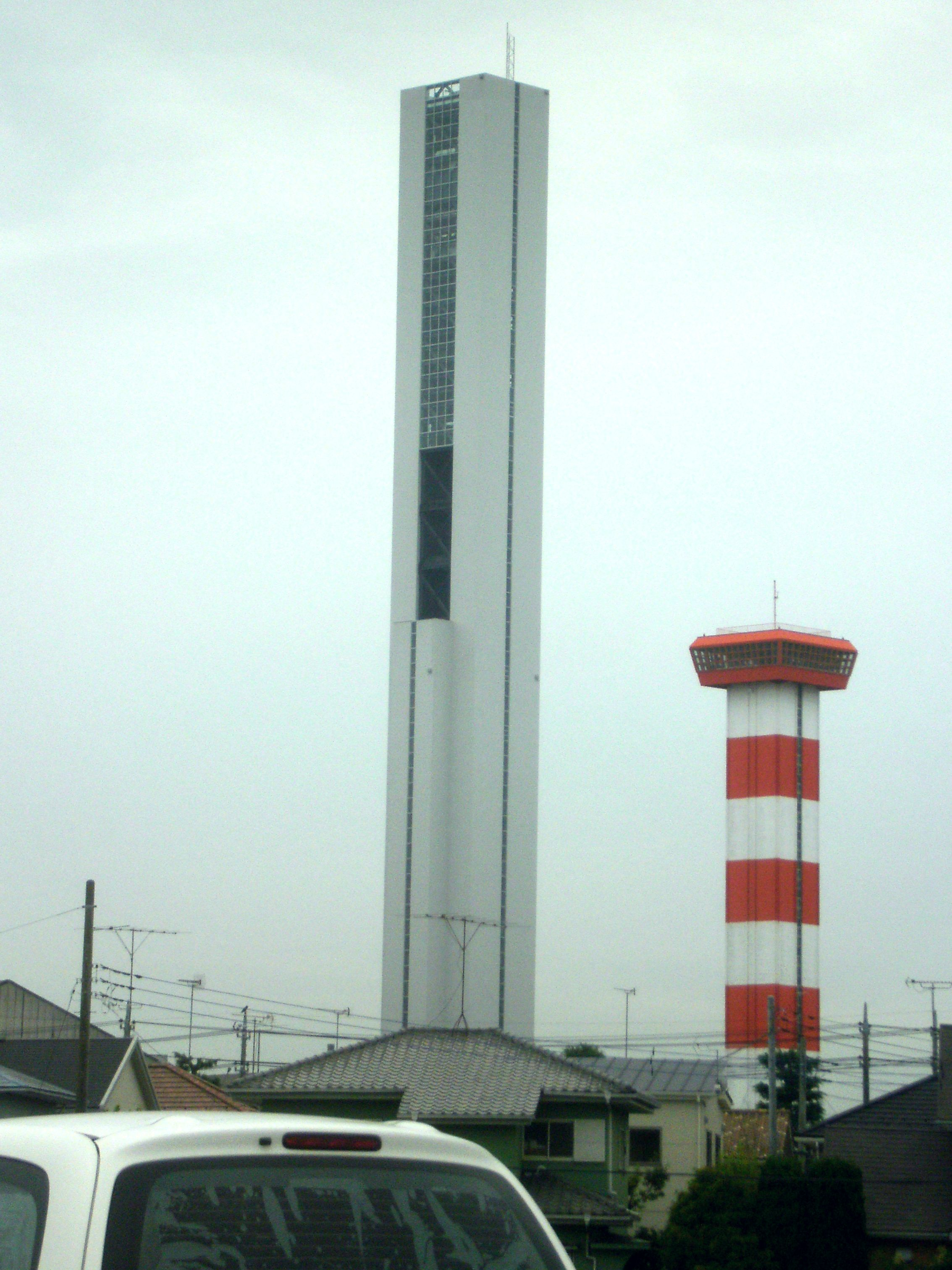
G1TOWER（中央、地上高213.5メートル）と旧研究塔（右、地上高90メートル）

G1TOWER（ジーワンタワー、国際的表記: G1 Tower ）は、日本の茨城県ひたちなか市市毛に所在する、日立製作所のエレベーター試験塔である。2010年（平成22年）竣工。地上高213.5 メートル、地下深度15メートル。
日立製作所は「G1（グローバルナンバーワン）のエレベーター技術および製品を生み出していく」ことを目的に建設した。2011年（平成23年）第24回茨城建築文化賞県知事賞受賞。
完成時から2015年までは史上最も背の高いエレベーター試験塔であった。現在（2021年時点）は、世界第7位、日本企業が建てたものとしては第2位、日立グループ内では第2位、日本国内では第1位という位置付けである（cf. エレベーター試験塔#世界のエレベーター試験塔）。

## 歴史
1960年代、日立は霞が関ビルディング向け高速エレベーターを開発するべく、水戸工場（現・水戸事業所）に地上高 90 mのエレベーター研究塔を建設し、毎分 300 mという従来の2倍の定格速度のエレベーターを完成させた。その後も研究・開発を続け、1993年（平成5年）には定格速度にして毎分 810 mのエレベーターの開発に成功している。2000年代になるとアジア・中国の急成長に伴い、世界中のエレベーターメーカーが厳しい競争を繰り広げるようになり、超高層化・大容量化する建築物に対応する超高速・大容量エレベーターの必要性が高まっていた。日本有数のエレベーターメーカーとして、その地位を守り続けていた日立もまた、世界市場で厳しい競争にさらされており、既存技術を基に安全性・効率性・快適性の向上を図って競争力を高めるべく、日立のエレベーター研究・開発・製造の拠点となっている水戸事業所に新たなるエレベーター研究塔を建設することとした。その地上高は 213.5 mで、エレベーター研究塔としては（当時）世界一の高さである。設計は日立グループの建設コンサルタント・日立建設設計と、日本のゼネコン・清水建設。工事は2008年（平成20年）3月に着工し、2010年（平成22年）4月に竣工した。投資額は関連設備を含めた総額で約60億円。なお、旧塔についてはG1TOWER完成後も引き続き活用され、新旧合わせて地域のシンボルタワーとして社会に貢献する方針が示されている。

## 構造
鉄筋コンクリート造（一部鉄骨鉄筋コンクリート (SRC) 構造・鉄骨 (S) 構造）で、最高高さは地上 213.5 m、うち躯体の高さは 203 m、地上9階建てである。平面が矩形をしたメインコアウォールが地上 203 mある躯体の中心となっており、地上 110 mまでの低層部には塔両側にエレベーター試験用シャフトを配置し、これにアウトリガー（安定脚）としての機能も持たせているため、その平面は高層部では矩形、低層部では十字形となっている。地上 110 mから 140 mの間には風孔を設け、500年に1度の暴風に耐える設計とした。なお、風洞実験においては1,000年に1度の暴風にさらされても、致命的な結果には至らないことが確認されている。
地下は 15 m（地下1階）で、直径 43 mの円筒形をしたコンクリート製の基礎が堅固な岩盤に直接載せられている。さらに地震・強風による転倒を防止するため、基礎外周の地中連続壁（壁の厚さ 1 m）を岩盤に挿入している。こうした地上・地下部分の構造により、耐用年数中に遭遇する可能性の低い、極まれに発生する地震動にあっても、主要構造部材は弾性限耐力以下に収まることが確認されている。
こうした対策を講じても、暴風にさらされた際は塔が2秒ないし3秒の長周期で揺れ、塔内の居住性が悪化してしまう。これを抑える装置として、塔上部にアクティブマスダンパが設置された。塔の上部・中間・地上の3か所に加速度センサーを配置し、揺れを感知した際には重しをモーターで動かし、揺れを収めるというものである。これとは逆に、揺れを人為的に生じさせることも可能であり、地震や強風による建物の揺れを再現し、エレベーターの耐震実験を行うこともできる。

## 研究
超高速エレベーターの開発
世界最速の定格速度毎分 1,080 mの超高速エレベーターの実証実験を行う。既存技術の応用により超高速での実証実験を行うとともに、振動を抑えるアクティブガイド装置や、耳詰まりを防止する気圧調整装置といった関連技術も開発する。
大容量エレベーターの開発
世界最大級の積載質量5トン、定員約70名、定格速度毎分 600 mの高速大容量エレベーターを開発する。ダブルデッキエレベーターの大型化・高速化を図るとともに、階床間高さが異なる建物向けには必須となる階高調整装置の試験も行う。

## かつてのエレベーター研究塔
日立による、G1TOWER以前のエレベーター研究塔について触れる。
国分工場エレベーター研究塔
日立製作所国分工場（茨城県日立市）にあった塔。1957年（昭和32年）10月着工、1959年（昭和34年）の春に完成した。鉄骨鉄筋コンクリート構造で、高さ 60 m、16階建て。研究用として、交流二段速度エレベーター（30人乗り）と、直流ギヤレスエレベーター（15人乗り）の2台が設置された。海外から高速エレベーターに対する問い合わせが多くあり、エレベーターの電子制御など多くの課題を抱えていたため、自社のエレベーター技術の向上を果たす役割を担って建設された。研究内容は、直流エレベーターの帰還制御、交流エレベーターの着床性能向上、振動・騒音の研究、全自動制御、電子制御による扉の開閉や安全装置の開発であった。1961年（昭和36年）の水戸工場完成を機に、エレベーター開発の拠点が国分工場から水戸工場へと移動。のちに水戸工場に新たなエレベーター研究塔（第二研究塔）が完成すると、国分工場の研究塔は第一研究塔と呼ばれた。

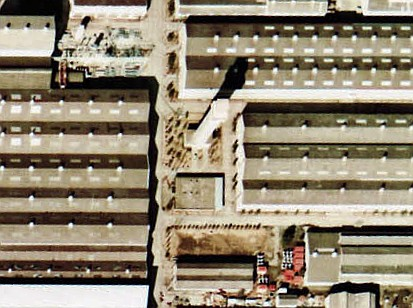
1974年度に撮影された国分工場エレベーター研究塔
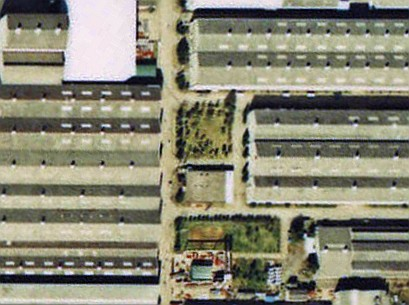
1980年度に撮影された航空写真では更地になっている

水戸工場エレベーター研究塔
G1TOWER（ひたちなか市市毛に所在）の隣にある塔。勝田市市毛（現・ひたちなか市市毛）にて、1967年（昭和42年）初頭に完成。国分工場にあった既存の研究塔に対して第二研究塔と呼ばれた。1963年（昭和38年）の建築基準法改正により超高層ビルの建設が可能になる中、より大規模な研究塔はエレベーターの高速化を目指す日立の技術者たちにとっての悲願であり、霞が関ビル向けエレベーターの受注が決定したことも、新たな研究塔建設を後押しするかたちとなった。鉄骨カーテンウォール方式・柔構造で、高さ 90 m、エレベーター研究塔としては当時世界一であった。設計は東日建設コンサルタント（現・日立建設設計）、施工は清水建設である。地震や風といった問題に対し、地質のボーリング調査や地盤微動測定、コンピュータによる振動解析など、慎重を期して設計されている。特殊H形構造を強度部材に採り入れ、外壁は当時最新の防錆鉄筋コンクリートブロック構造とし、さらに昼間障害標識として紅白に塗り分けられている。高速エレベーターや油圧式エレベーターなど4台を設置。霞が関ビル向けに開発された、毎分 300 mという当時日本初の高速エレベーターのテストも行われた。コンピュータによるシミュレーションも行えるようになっており、さらに高速な毎分 500 m級のエレベーター開発も、研究塔の完成当時から視野に入れられていた。研究塔での作業は昼夜交代勤務で行われ、その様子は「さながら不夜城であった」という。